# 寺原駅
寺原駅（てらはらえき）は、茨城県取手市駒場一丁目にある、関東鉄道常総線の駅である。

## 概要
取手市役所の最寄り駅である。駅前に留学生向けの日本語学校があるため、外国人の利用も多い。

## 歴史

### 年表
- 1913年（大正2年）11月1日：常総鉄道開業と同時に設置する[1][2]。
- 1945年（昭和20年）3月30日：筑波鉄道（初代）との合併により、常総筑波鉄道の駅となる[1]。
- 1965年（昭和40年）6月1日：鹿島参宮鉄道との合併により、関東鉄道の駅となる[1]。
- 1977年（昭和52年）4月7日：取手駅から当駅までが複線化される[1]。
- 1982年（昭和57年）12月8日：当駅から南守谷駅までが複線化される[1]。
- 2009年（平成21年）3月14日：IC乗車カード「PASMO」の供用を開始する[3][1]。
- 2010年（平成22年）9月1日：一部時間帯（10時から16時）が駅員無配置となる[4]。
- 2013年（平成25年）2月16日：原則として終日、駅員無配置となる[5]。
- 2018年（平成30年）10月1日：南口を新設。既存の駅舎は北口となる[6]。

### 駅名の由来
旧村名の寺原村（1955年取手町に編入）から。なお、寺原と言う地名は1889年（明治22年）4月1日に北相馬郡寺田村と桑原村の合併に伴い命名された合成地名である。

## 駅構造

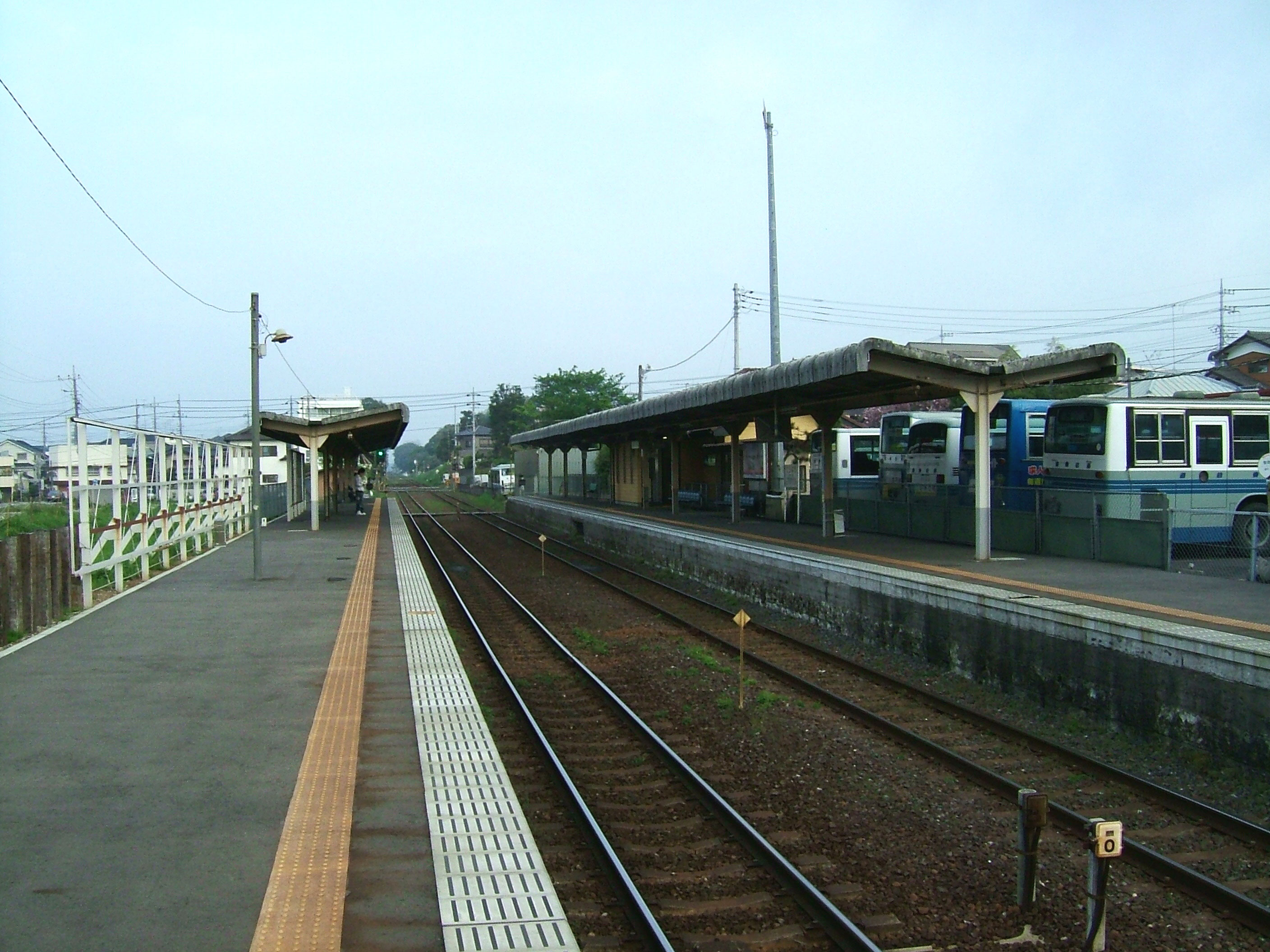
ホーム（2008年4月）

相対式ホーム2面2線を有する地上駅で、以前は直営駅であったが、現在は無人化されている。下館寄りに構内踏切がある。
2003年（平成15年）末に駅施設の改築工事が終了し、同時に自動改札機2台が導入された。2005年（平成17年）にはホームの段差縮小工事が実施され、新たに車椅子対応のスロープが設置された。また、ホームの半分は嵩上げが行われている。

### のりば
| 番線 | 路線    | 方向 | 行先                   |
| ---- | ------- | ---- | ---------------------- |
| 1    | ■常総線 | 上り | 取手方面               |
| 2    | ■常総線 | 下り | 守谷・水海道・下館方面 |

## 当駅における運行形態
- 上り（取手方面）
  - 日中は概ね1時間に3本の普通列車（取手行）が停車する[9]。
- 下り（守谷・小絹・水海道・下妻・下館方面）
  - 日中は概ね1時間に3本の普通列車（水海道行、下館行）が停車する。一部列車は下館行の列車でも水海道駅で乗り換えが必要な列車も設定されている他[注釈 1]、一部時間帯には守谷行と夜間には下妻行の列車も設定されている[9]。

## 利用状況
乗車人員は下表のとおりである。
| 年度               | 1日平均 乗車人員 | 1日平均 乗降人員 | 備考                |
| ------------------ | ---------------- | ---------------- | ------------------- |
| 2002年（平成14年） | 1,172            |                  |                     |
| 2003年（平成15年） | 1,102            |                  |                     |
| 2004年（平成16年） | 1,066            |                  | [ 注釈 2 ]          |
| 2005年（平成17年） | 1,070            |                  |                     |
| 2006年（平成18年） | 1,050            |                  |                     |
| 2007年（平成19年） | 1,028            |                  |                     |
| 2008年（平成20年） |                  | 2,139            |                     |
| 2009年（平成21年） | 1,012            | 2,082            |                     |
| 2010年（平成22年） | 948              | 1,949            |                     |
| 2011年（平成23年） | 938              | 1,925            |                     |
| 2012年（平成24年） | 942              | 1,932            |                     |
| 2013年（平成25年） | 948              | 1,944            |                     |
| 2014年（平成26年） | 950              | 1,890            |                     |
| 2015年（平成27年） | 940              | 1,924            |                     |
| 2016年（平成28年） | 957              | 1,963            |                     |
| 2017年（平成29年） | 904              | 1,857            |                     |
| 2018年（平成30年） | 953              | 1,942            |                     |
| 2019年（令和元年） |                  | 2,018            | 公式HPは、1,960人。 |
| 2020年（令和02年） |                  | 1,484            |                     |
| 2021年（令和03年） |                  |                  |                     |
| 2022年（令和04年） |                  | 1,672            | [ 11 ]              |

## 駅周辺

### バス専用踏切
- 駅前広場と関東鉄道バス待機場の間にフェンスが設置されたため、歩行者はバス待機場の中を通って県道の踏切の方には通り抜けができなくなった。
- 待機場から隣接する県道への取付道路が狭いため、待機場から出るバスは、バス専用踏切をクランク状に渡ってから県道130号線へ出る。
- このバス専用踏切は、県道の踏切の隣に並ぶようにして設置されているのが特徴的で、遮断機も、列車接近時に閉まる長い腕折れ式の遮断機とともに、バスが通過するときだけ開く赤白縞の遮断機も追加設置されて、二重の遮断機が別個に動作する構造になっている。踏切のある場所やその動作の仕方等が、他ではあまり見られない風変わりな踏切となっている[12]。

### 周辺の施設
- 取手市役所
- 東海学院文化教養専門学校（寺原校舎：専修学校高等課程）
- 取手市立取手第二中学校
- 取手市立取手西小学校
- みどりが丘幼稚園
- 取手郵便局
- 中央労働金庫取手支店
- 立正佼成会取手教会
- ユニクロ取手店
- 前田建設工業ICI総合センター ICIラボ
  - 渡辺甚吉旧邸

## バス路線
駅前に路線バスは乗り入れていないが、近隣を関東鉄道および取手市コミュニティバスの路線が通過しており、踏切の南にある「取手市役所入口」バス停、北にある「寺原」バス停および、コミュニティバスのみ駅の北側にある「寺原駅入口」バス停を経由している。

### 寺原駅入口バス停
| 乗場 | 系統                | 主要経由地             | 行先                 | 運行会社                           | 備考 |
| ---- | ------------------- | ---------------------- | -------------------- | ---------------------------------- | ---- |
|      | [1]中央循環東ルート | 取手市役所・取手駅東口 | 取手ウェルネスプラザ | 取手市コミュニティバス（ことバス） |      |

### 取手市役所入口バス停
| 乗場                           | 系統                                         | 主要経由地             | 行先                               | 運行会社 | 備考 |
| ------------------------------ | -------------------------------------------- | ---------------------- | ---------------------------------- | -------- | ---- |
|                                |                                              | 谷井田・けやき通り中央 | 守谷駅東口                         | 関東鉄道 |      |
| 谷井田・伊奈中央・みらい平駅   | 谷田部車庫                                   |                        |                                    | 関東鉄道 |      |
| 谷井田・伊奈中央・筑波ゴルフ場 | 谷田部車庫                                   |                        |                                    | 関東鉄道 |      |
| [2]中央循環西ルート            | 新取手駅・あけぼの・江戸川学園前・取手市役所 | 取手ウェルネスプラザ   | 取手市コミュニティバス（ことバス） |          |      |
|                                |                                              | 白山八丁目             | 取手駅西口                         | 関東鉄道 |      |
| [1]中央循環東ルート            | 取手市役所・取手駅東口                       | 取手ウェルネスプラザ   | 取手市コミュニティバス（ことバス） |          |      |

- その他、取手市役所に取手市コミュニティバスの [1]中央循環東ルート、[2]中央循環西ルート、[3]西部ルート、[4]北部ルート が乗り入れる。

## 隣の駅
関東鉄道
■常総線
■快速・■普通
西取手駅 - 寺原駅 - 新取手駅

### 記事本文